# Myra (Lykien)
Koordinaten: 36° 16′ N, 29° 59′ O
Myra ist eine antike Stadt in Lykien. Der Ort heißt heute Demre (früher Kale, türkisch für Festung) und liegt in der Provinz Antalya in der Türkei. Bekannt ist Myra als Wallfahrtsort (vor allem für die Orthodoxe Kirche) wegen des von dort stammenden Nikolaus von Myra (* 280/286 in Patara in Lykien; † 345/351).

## Geschichte

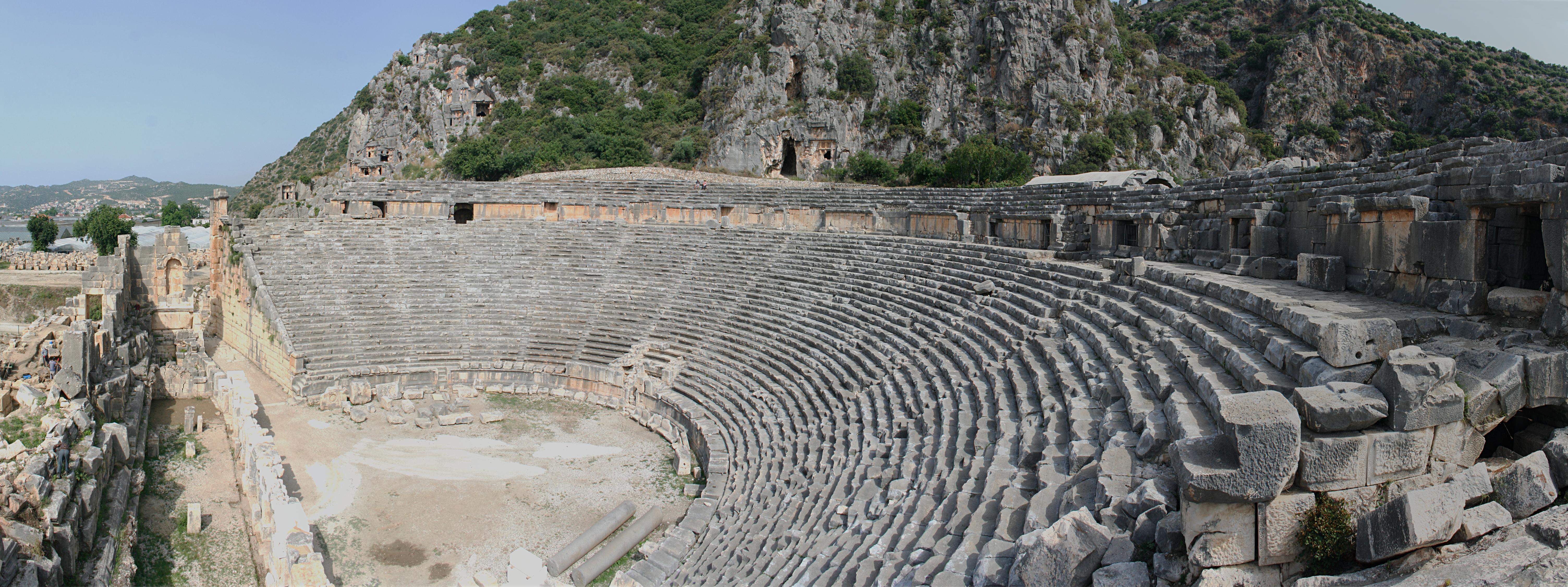
Römisches Theater in Myra

Myra war schon in der klassischen Epoche von einiger Bedeutung und ab der Zeit des Hellenismus eine der sechs größten Städte des Lykischen Bundes. Nach der Trennung Lykiens von Pamphylien unter Kaiser Theodosius II. (408–450 n. Chr.) wurde Myra Verwaltungshauptstadt und kirchliche Hauptstadt der Provinz. Myra war früher ein Bischofssitz; ab 300 amtierte Nikolaus von Myra als Bischof.
Die Göttin Artemis Eleuthera (Kybele) besaß in Myra ein Kultzentrum, das bei einem Erdbeben 141 n. Chr. zerstört wurde. Eine Inschrift des reichen Wohltäters Opramoas von Rhodiapolis, der den Wiederaufbau des Theaters finanzierte, bezeichnet ihren Tempel in Myra als den größten und prunkvollsten Lykiens. Dies berichtet auch eine im 6. Jahrhundert entstandene Legende vom eigenhändigen Abriss des Heiligtums durch Bischof Nikolaus.
809 wurde der Ort durch arabische Truppen unter Hārūn ar-Raschīd geplündert und verlor danach stark an Bedeutung. Während der Regentschaft des byzantinischen Kaisers Alexios I. Komnenos (1081–1118) wurde Myra zeitweise von den islamischen Seldschuken erobert. Italienische Kaufleute aus Bari nutzten die unruhige Zeit, um die Gebeine des Heiligen Nikolaus in ihre Heimat zu überführen, wo sie am 9. Mai 1087 eintrafen. Fortan wurde Bari zur zentralen Pilgerstätte des Nikolaus-Kultes.
Die Stadt Myra wurde im Lauf der Jahrhunderte unter dem Schlamm des Demre-Flusses begraben; ihre Ruinen wurden in den Jahren 1965 und 1968 durch den deutschen Archäologen Jürgen Borchhardt erforscht.

## Sehenswürdigkeiten

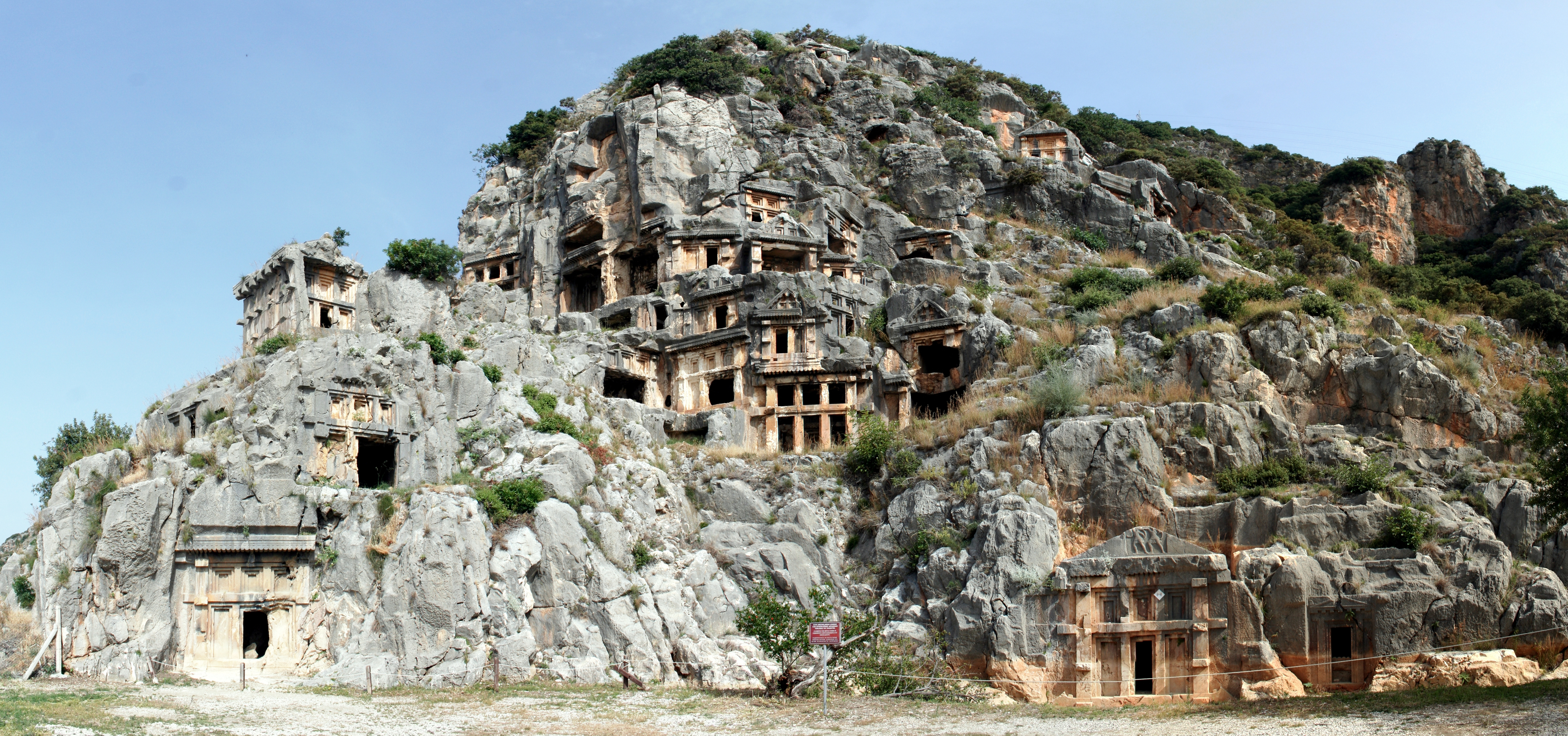
Felsengräber von Myra

Die erste Nikolaus-Kirche wurde im 6. Jahrhundert erbaut. Die heutige dreischiffige Basilika stammt im Kern aus dem 8. Jahrhundert. Der byzantinische Herrscher Konstantin IX. Monomachos (1000–1055) und Kaiserin Zoe erneuerten die Kirche. Ein Kloster wurde in der zweiten Hälfte des 11. Jahrhunderts erbaut, den Mönchen wurde die Pflege der Pilgerstätte übertragen.
Nikolaus’ Gebeine wurden 1087 von italienischen Kaufleuten geraubt und nach Bari abtransportiert. Damit verlor die Kirche ihre Bedeutung aber nicht völlig; bis heute suchen Pilger sie auf. Die Kirche, die jahrhundertelang im Schlamm des Demre-Flusses versunken war, wurde unter Zar Alexander II. 1850 von Russen erworben und teilweise wiederhergestellt. Pläne, das Heiligtum dauerhaft mit der Russischen Orthodoxen Kirche zu verbinden, scheiterten definitiv erst 1910.
1963 wurde die östliche und westliche Seite der Kirche ausgegraben. Seit den 1990er Jahren finden weitere, türkische Grabungen an der Kirche statt. In ihrem Inneren befinden sich byzantinische Fresken und Bauplastik sowie römische Sarkophage, die als Spolien wiederverwendet wurden.
Vor der Kirche steht ein modernes Nikolaus-Denkmal.
Am 6. Dezember 2007 gestattete der türkische Kulturminister Ertuğrul Gunay dem griechisch-orthodoxen ökumenischen Patriarchen von Konstantinopel Bartholomäus I., einen Gottesdienst nach griechisch-orthodoxer Liturgie in der dem heiligen Nikolaus geweihten Kirche von Demre zu feiern. Der letzte Gottesdienst in der Basilika hatte 2002 stattgefunden. Das Patriarchat stellte zwar jedes Jahr einen Antrag, erhielt jedoch fünf Jahre lang keine Genehmigung. Zusätzlich stellte der Kulturminister rund 25 000 Euro als Spende zur Verfügung, damit die Basilika, die in schlechtem Zustand war, fertig restauriert werden konnte.
Weitere Sehenswürdigkeiten der Stadt sind das römische Theater und die antiken lykischen Felsengräber. Der einst bedeutende Hafen von Myra, Andriake, fünf Kilometer südwestlich von Demre (heutiger Name: Bucht von Çayağzı), ist heute verlandet. Es handelt sich um eine frühhellenistische Gründung. Der Apostel Paulus wechselte hier im Jahr 59 n. Chr. auf seiner Reise nach Rom das Schiff (Apg 27,5–6 ). Die Hafeninfrastruktur wurde in der Hohen Kaiserzeit massiv ausgebaut, und auch in der Spätantike erlebte der Hafen eine Blüte. Neben den sechs Kirchen wurden in dieser Zeit auch zwei Badeanlagen errichtet. In frühbyzantinischer Zeit wurde beim Granarium Purpur gewonnen, wovon noch ein ausgedehnter Abfallhügel zeugt, der den einstigen Marktplatz teilweise überdeckt. Im Mittelalter dürfte die Niederlassung aufgegeben worden sein, wobei die Gründe für diese Entwicklung nicht bekannt sind; sie mögen aber mit der zunehmenden Verlandung des Hafens in Zusammenhang stehen.
Sehenswert ist das alte Granarium, eine Kornkammer, in der bis zu 6000 Kubikmeter Getreide gelagert werden konnten. Es wurde wahrscheinlich unter Kaiser Hadrian errichtet.
Ebenfalls sehenswert sind das nahegelegene Dorf Ücağız (Kekova) und das angrenzende Dorf Kaleköy (Simena). Lykische Felsgräber und Rankensarkophage sind dort – relativ gut erhalten – zu sehen.
In der Küstenregion ist das Tauchen zwar verboten, aber für Schnorchler ist die Gegend rund um Kekova reizvoll.